# Взоров, Борис Николаевич
Борис Николаевич Взоров (1900—1958) — советский легкоатлет (десятиборье, прыжок в высоту, прыжок с шестом и ряд других видов), призёр чемпионатов СССР, рекордсмен СССР, Заслуженный мастер спорта СССР (1948).

## Биография
Выступал за спортивные общества «Пищевик» и «Искра» (Ленинград). Заслуженный мастер спорта СССР (1948). В конце 1920-х годов первым в мире стал прыгать в высоту новым стилем, который впоследствии получил название «перекидной». В 1940—1960-х годах этим стилем прыгали практически все ведущие прыгуны в мире. В 1934—1941 работал первым заведующим кафедрой легкой атлетики ГЦОЛИФК, в 1945—1954 годах работал старшим научным сотрудником, заведующим сектором Ленинградского научно-исследовательского института физической культуры. После этого до своей смерти в 1958 году работал заместителем заведующего кафедрой ЛГУ им. А. А. Жданова. Является автором научных работ «Основы тренировки легкоатлета» (1936) и «Новое в теории и методике бега на 100 м» (1950). 
Участвовал в Великой Отечественной войне.
Почётный член Зала славы НГУ им. П. Ф. Лесгафта.

## Спортивные результаты
- Всесоюзный праздник физической культуры 1924 года:
  - Десятиборье —  (4510);
- Первенство РСФСР по лёгкой атлетике 1927 года:
  - Десятиборье — ;

### Рекорды СССР
- Прыжок с шестом — 3,435 м (1927);
- Десятиборье — 5538 очков (1928).